# Будапешт-Ньюгаті
Вокзал Ньюгаті (угор. Nyugati pályaudvar вимовляється [ˈɲuɡɒti ˈpaːjɒudvɒr]), зазвичай називають просто Ньюгаті — досл. «Західний вокзал»; скор. Nyugati pu) — один з трьох основних залізничних вокзалів Будапешта, поряд з Келеті та Делі. Розташований на площі Нюгат-тер (угор. Nyugati tér) в Пешті (VI район). Поруч розташовується станція лінії М3 Будапештського метрополітену «Ньюгаті пайаудвар». Праворуч від вокзалу розташована Ейфелева площа.

## Історія
Будівля вокзалу побудована впродовж 1874—1877 років компанією Eiffel&Cie під керівництвом французького архітектора та інженера Гюстава Ейфеля замість не відповідаючої зрослим вимогам колишньої будівлі вокзалу. Будівництво велося без знесення старого вокзалу прямо над ним. Бічні крила вокзалу оформлені напівкруглими вежами. Частину перону накриває металевий дебаркадер.

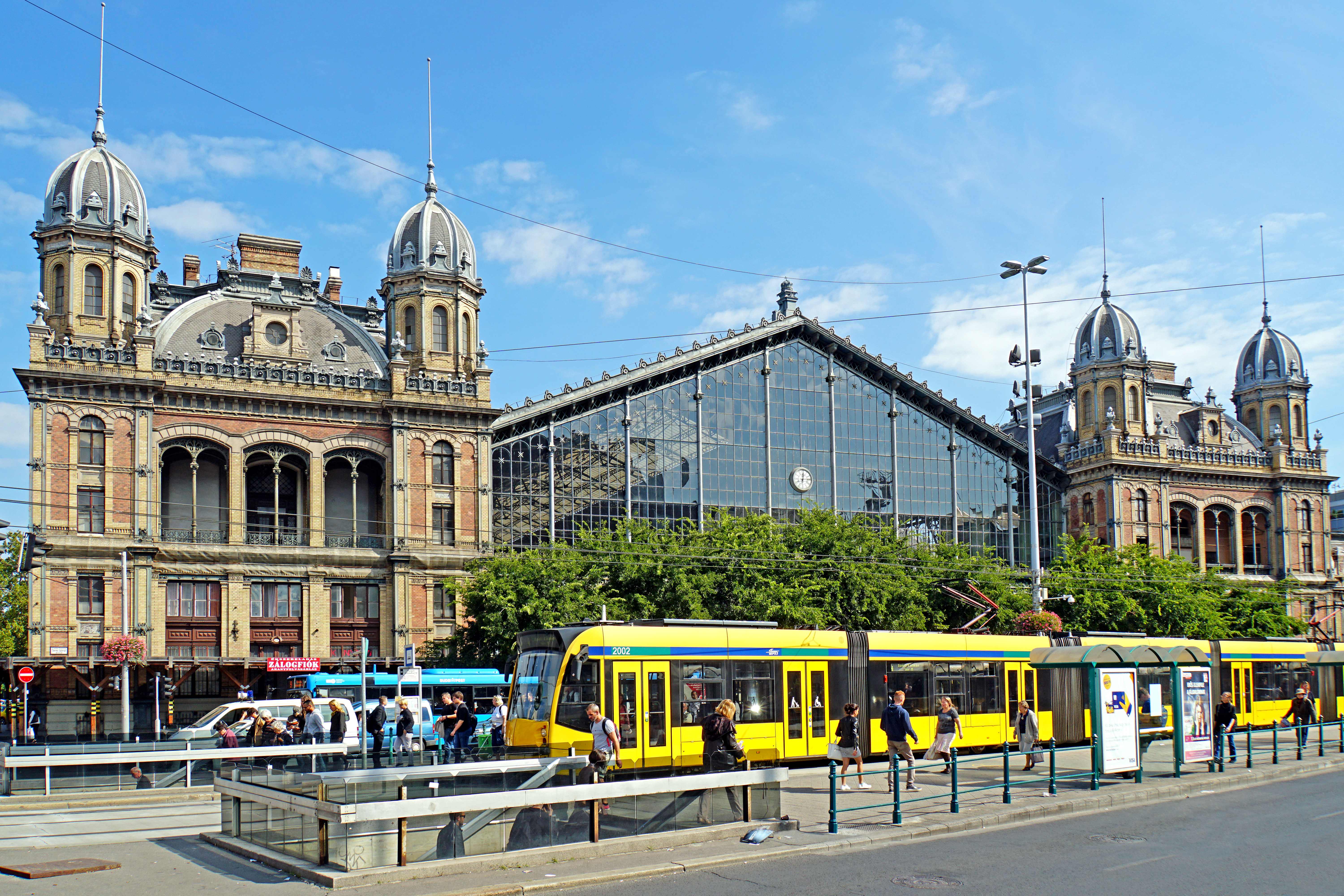
Площа Нюгат-тер
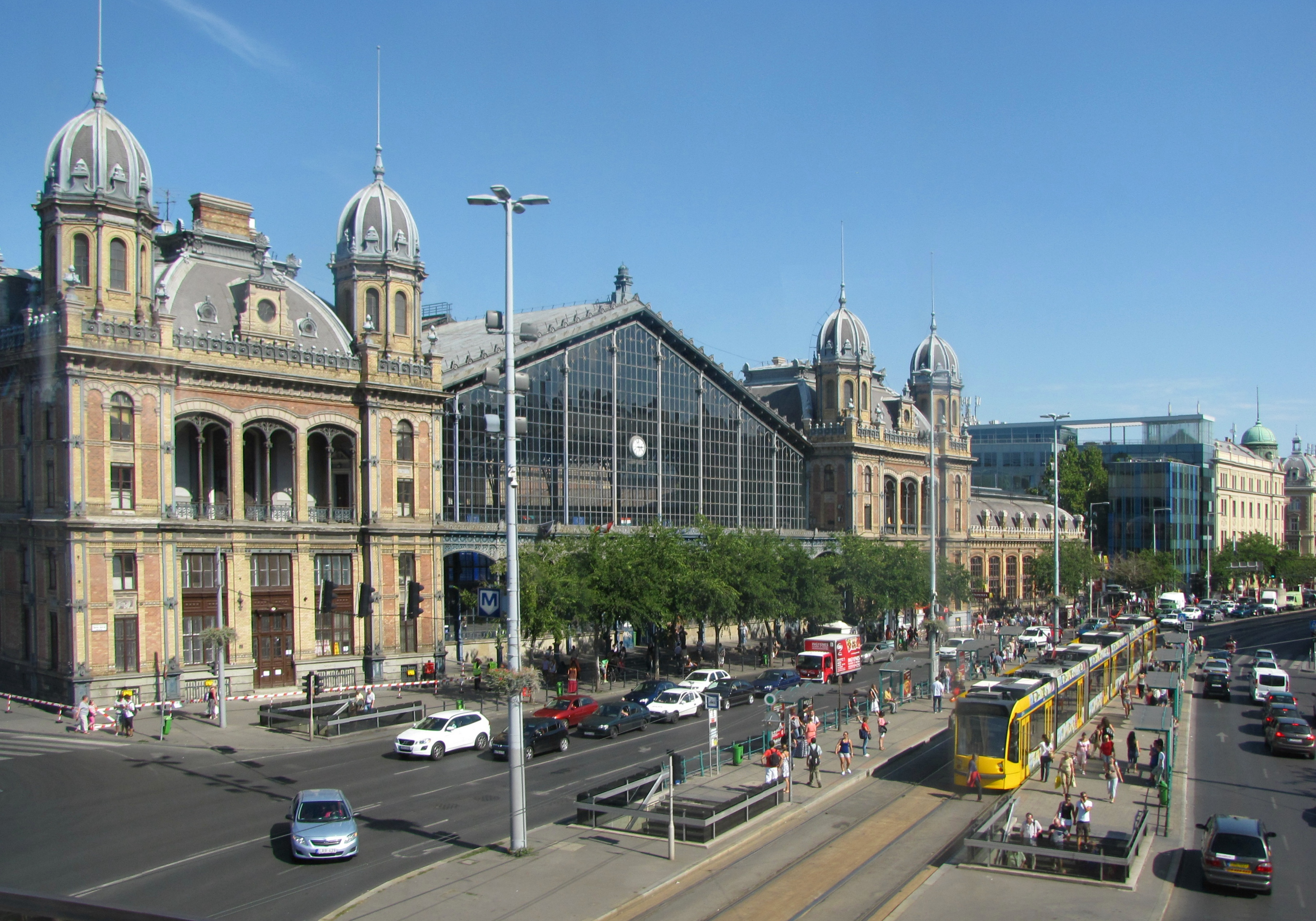
Вокзал Будапешт-Ньюгаті
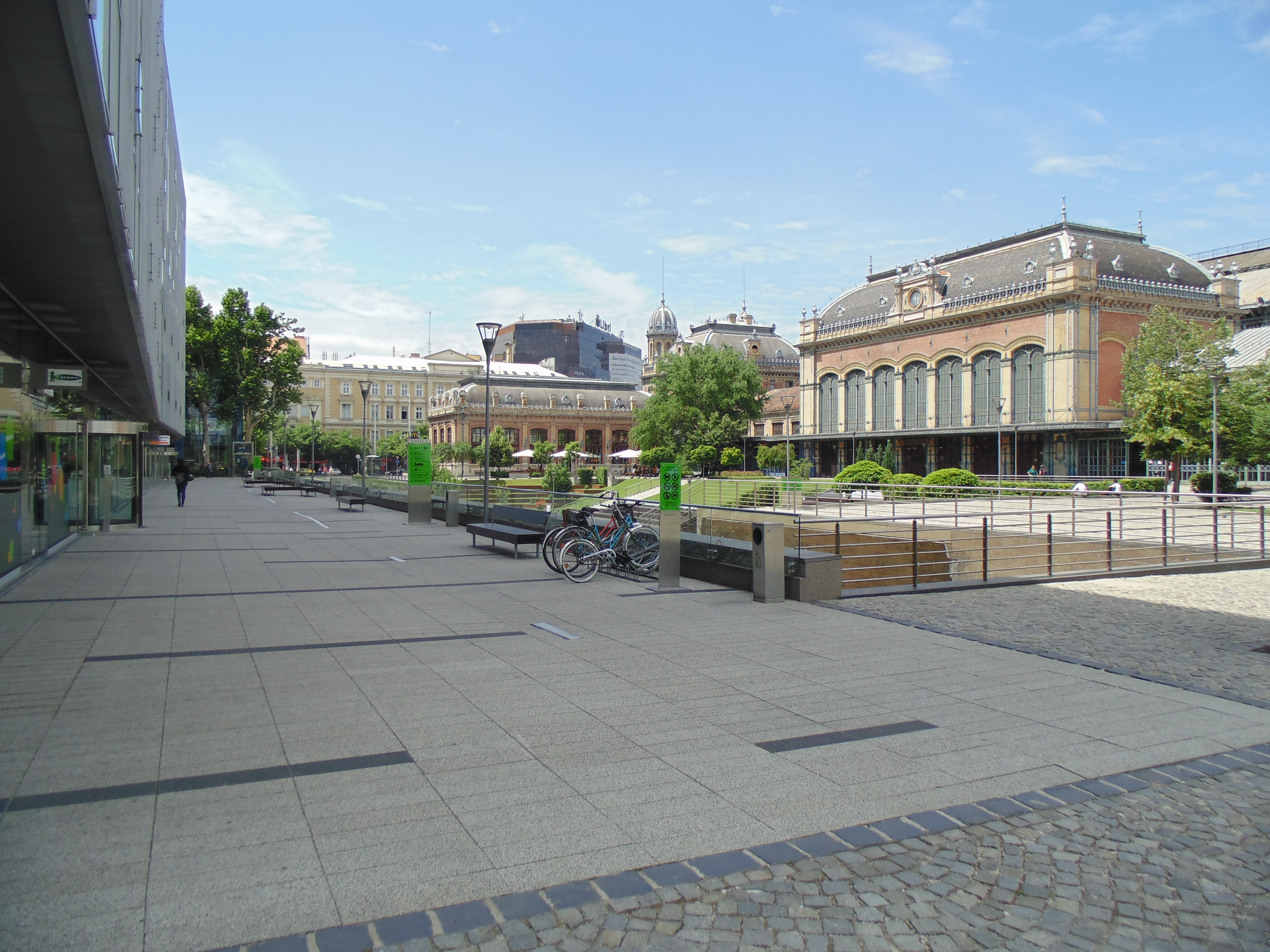
Ейфелева площа
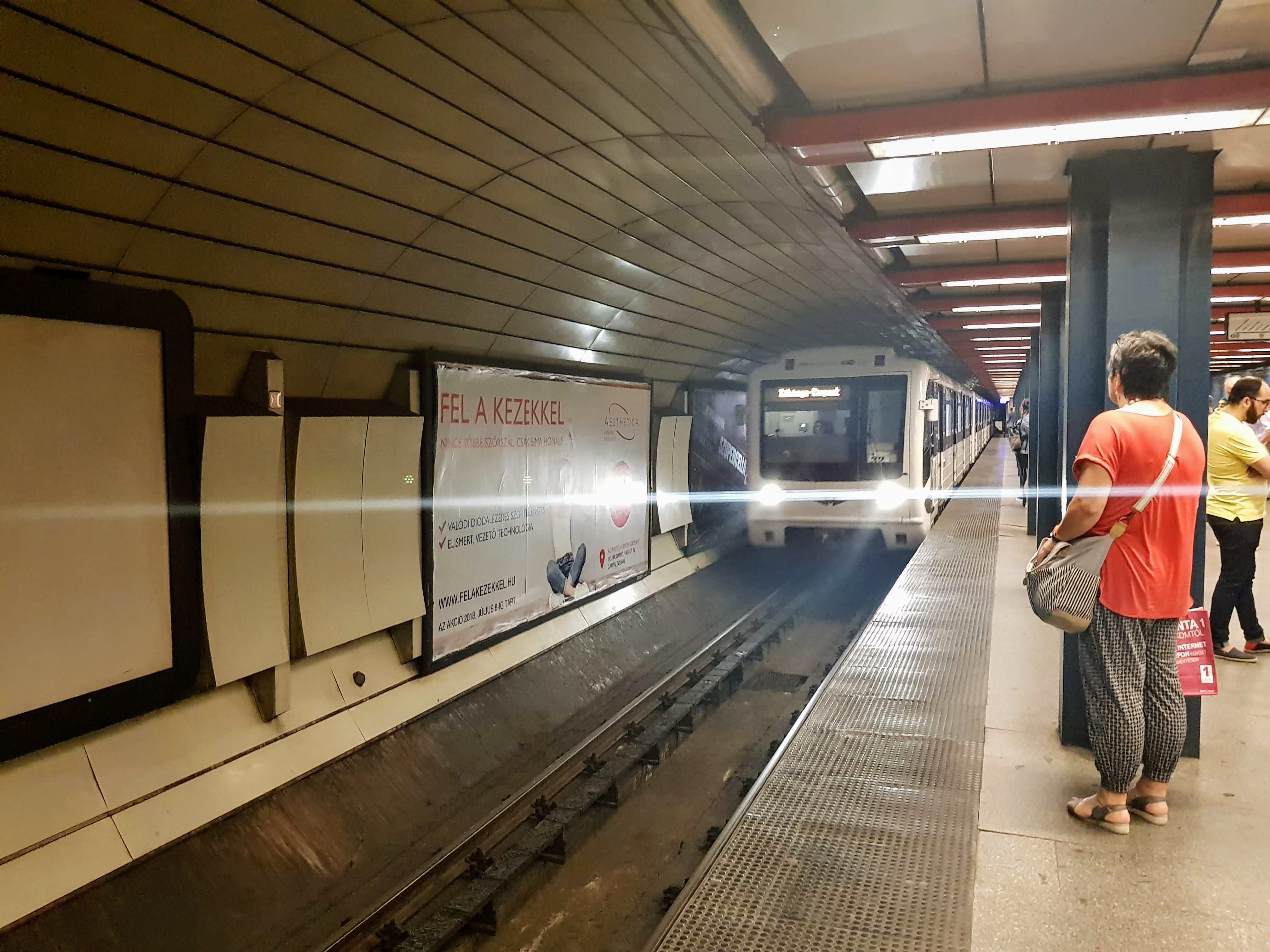
Станція лінії М3 «Ньюгаті пайаудвар»

## Пасажирське сполучення з Україною
14 листопада 2018 року, в тестовому режимі прибув перший потяг Інтерсіті угорської компанії (угор. «MAV-START nemzetkozi utazasok») за маршрутом Будапешт — Мукачево.
З 9 грудня 2018 року розпочався регулярний рух курсування потяга категорії Інтерсіті «Латориця» № 33/34 сполученням Будапешт — Мукачево — Будапешт. Названий на честь річки Латориця, яка протікає територіями Закарпаття та Словаччини. Рейси виконуються рухомим складом Угорських державних залізниць «MAV-START nemzetkozi utazasok», оскільки «Укрзалізниця» не експлуатує потяги колією 1435 мм.

## Галерея

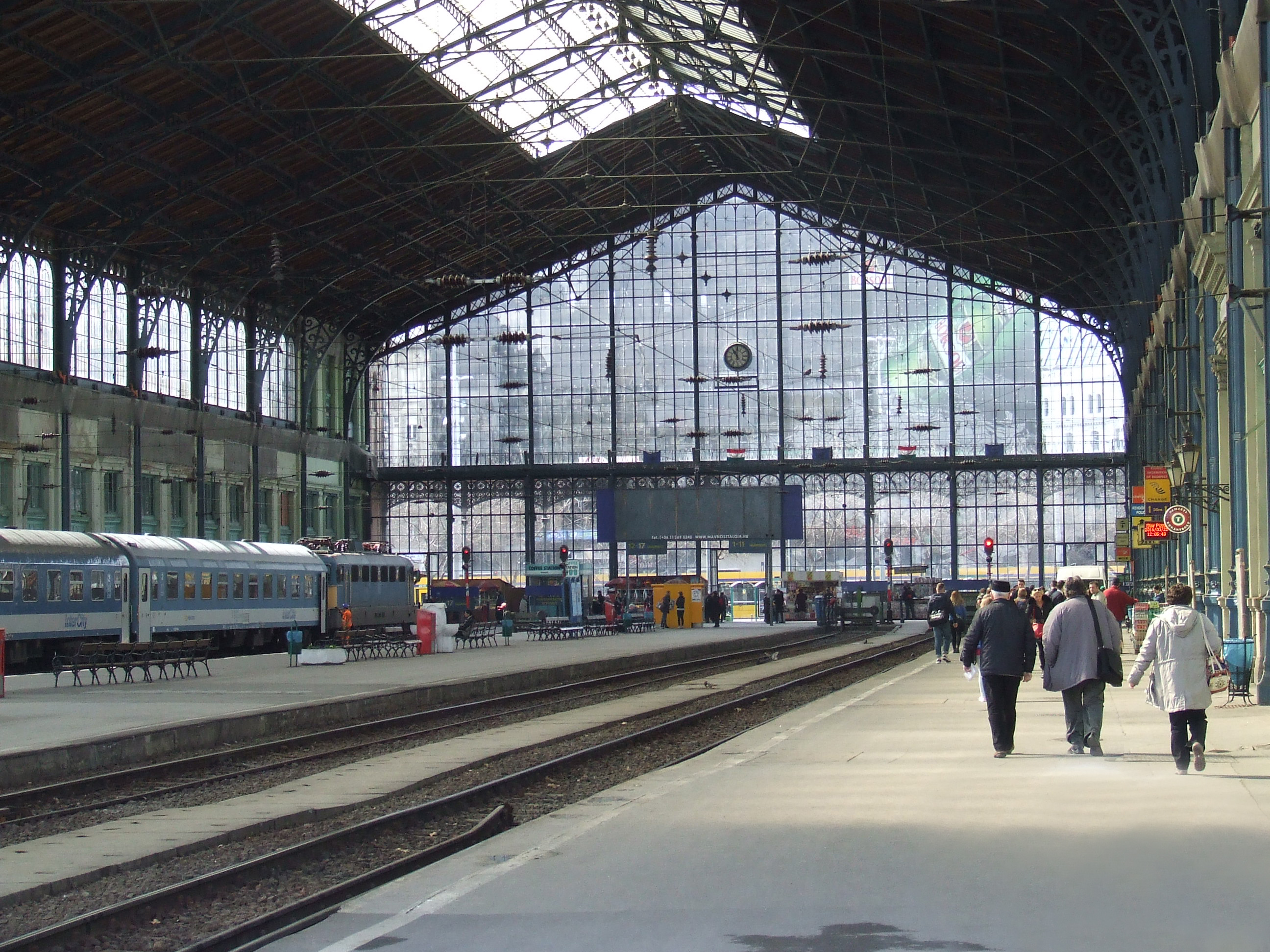
Дебаркадер
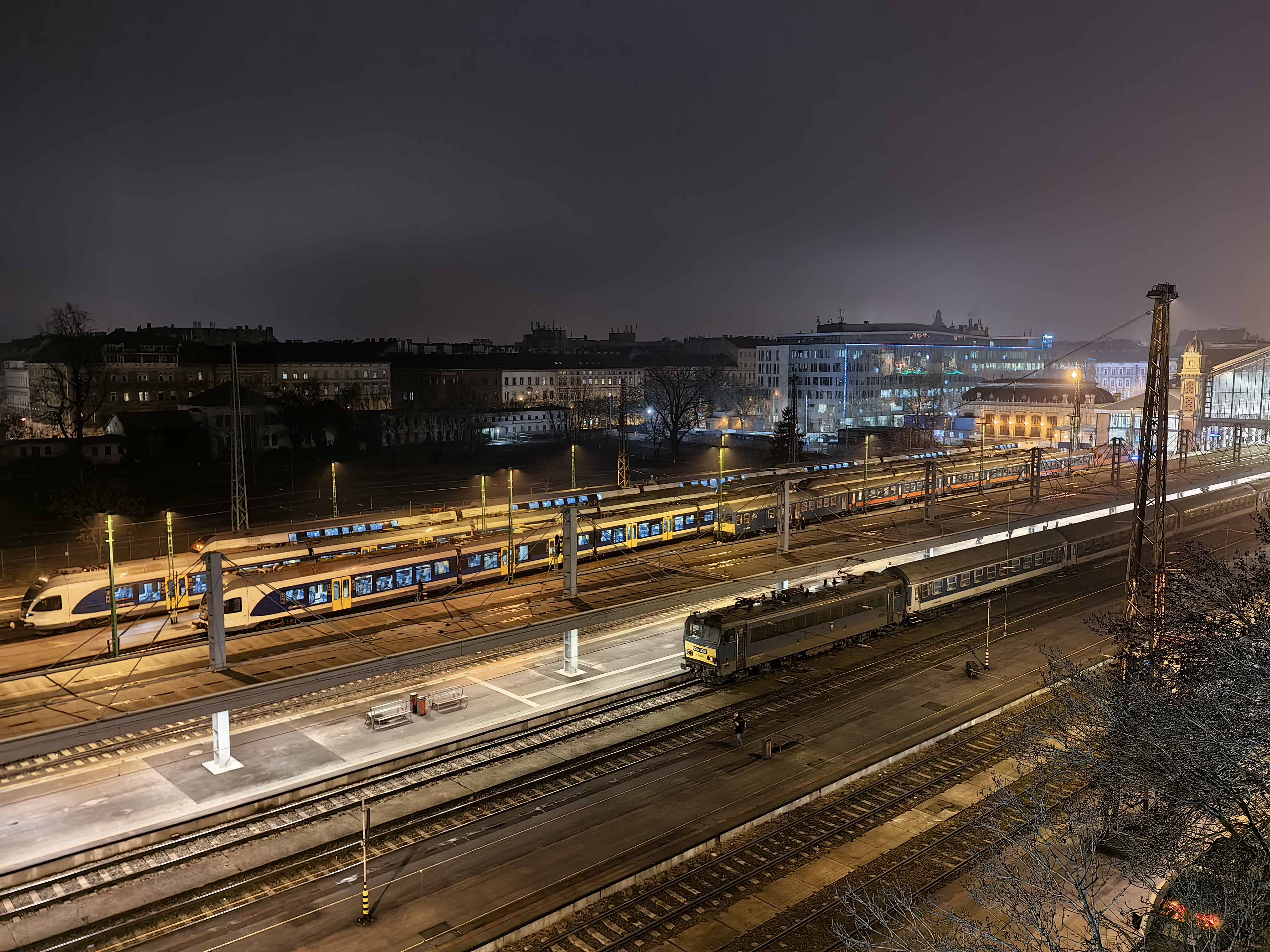
Табло прибуття / відправлення потягів
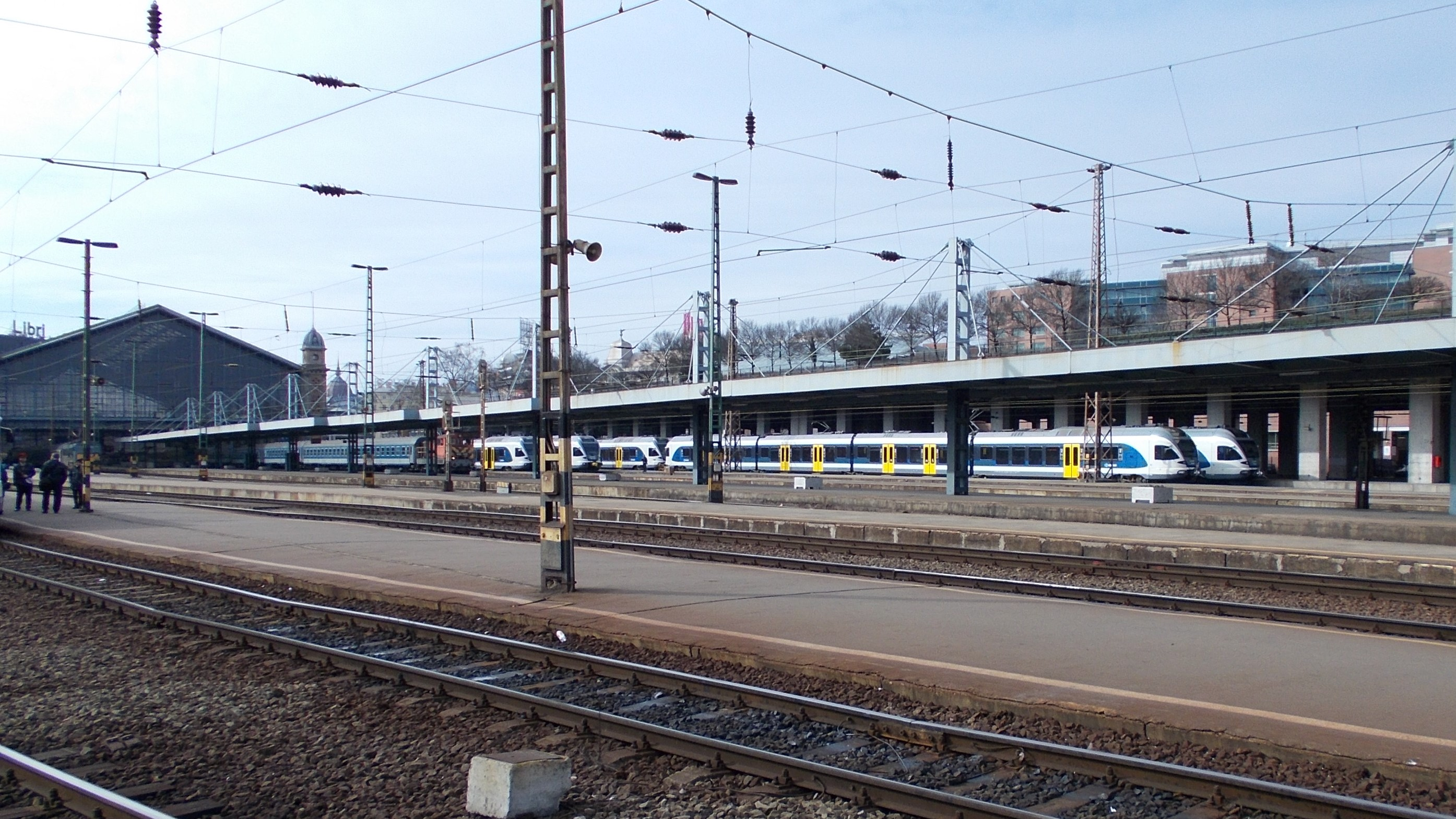
Перони